# Avenida 16 de septiembre

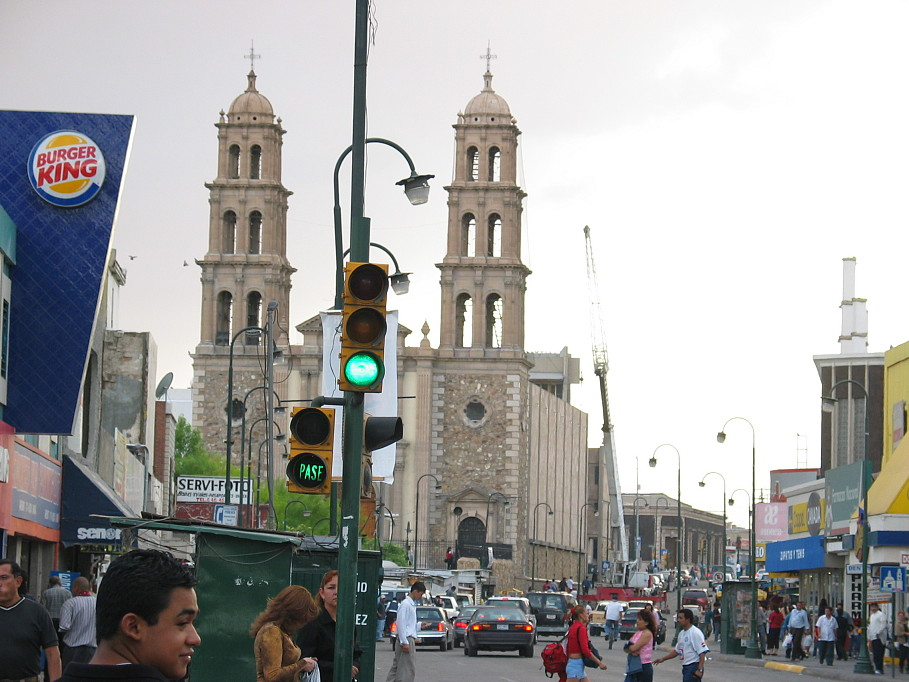
Blick von der Avenida 16 de Septiembre auf die Kathedrale

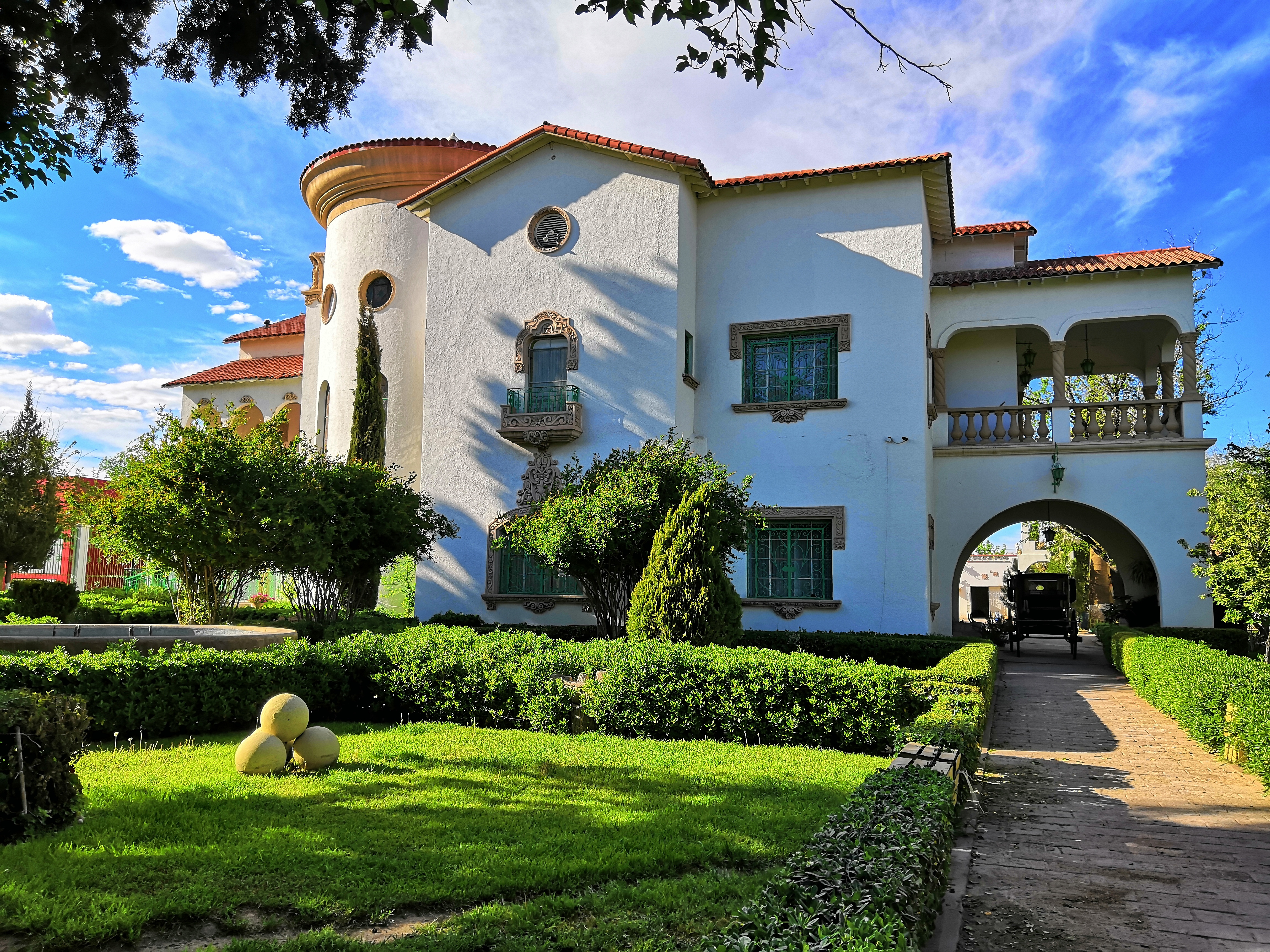
Die Villa von Juan Gabriel soll 2024 als Museum eröffnet werden.

Die Avenida 16 de septimebre (span. für Allee des 16. September, dem mexikanischen Unabhängigkeitstag) ist eine Straße in der mexikanischen Stadt Ciudad Juárez, einer der bedeutendsten Städte an der Grenze zu den Vereinigten Staaten.

## Lage und Bauwerke
Die mit rund 7 km längste Straße der Stadt verläuft in grob westlich-östlicher Richtung zwischen dem am westlichen Stadtrand gelegenen Viertel La Paz und dem östlich des Stadtzentrums gelegenen Viertel Partido Romero, wo sie in östlicher Richtung in den Paseo Triunfo de la República übergeht. Im Zentrum kreuzt sie – von Westen nach Osten – innerhalb von wenigen hundert Metern unter anderem die Avenidas Benito Juárez, Francisco Villa und Lerdo.
Kurz vor der Kreuzung zur Avenida Benito Juárez befindet sich (aus westlicher Richtung kommend) die Kathedrale von Ciudad Juárez und unmittelbar nach dem Zusammentreffen der beiden Straßen das Museo de la Revolución en la Frontera (MUREF), das in einem ehemaligen Zollhaus untergebracht ist, das 1889 eröffnet wurde.
Die nach rund 200 Metern folgende Avenida Lerdo führt in Richtung Norden direkt auf die Good Neighbor International Bridge, einen von vier Grenzübergängen über den Rio Grande. In derselben Straße befindet sich die Casa Victoria. Das einst von dem Sänger und Komponisten Juan Gabriel für seine Mutter Victoria Valadez erworbene und nach ihr benannte Haus wurde 2019 an Gabriels dritten Todestag als ihm gewidmetes Museum eröffnet, aber aufgrund behördlicher Auflagen bereits am folgenden Tag wieder geschlossen. Die Bedeutung, die Gabriel in Ciudad Juárez einnimmt, verdeutlicht unter anderem auch die Tatsache, dass die Avenida Lerdo in südlicher Richtung in die Schnellstraße Eje Vial Juan Gabriel übergeht.
Die Villa des Sängers befindet sich weiter östlich ebenfalls unmittelbar an der Avenida 16 de Septiembre im Stadtteil Partido Romero. Das ausgedehnte Grundstück befindet sich am nördlichen Rand der 16 de Septiembre zwischen der nördlich parallel verlaufenden Calle Ignacio Zaragoza und den in nördlich-südlicher Richtung verlaufenden Straßen Perú (unter deren Nummer 126 sich der Haupteingang zu Gabriels Anwesen befindet) und Colombia, die in diesem Abschnitt heute die Bezeichnung Paseo Juan Gabriel trägt. Es ist geplant, ein dem Künstler gewidmetes Museum in seiner ehemaligen Villa einzurichten, dessen Eröffnung für 2024 geplant ist. Auf dem Paseo Juan Gabriel befindet sich auch eine Skulptur zu Ehren des Künstlers.

## Geschichte
Die Straße trug früher die Bezeichnung Calle Del Comercio, weil dort im 19. und frühen 20. Jahrhundert alle wichtigen gewerblichen Einrichtungen der Stadt vertreten waren. Doch mit der Einführung der Prohibition in den Vereinigten Staaten zogen 1920 die Bars und Nachtclubs in die näher an der Grenze gelegenen Straßen, wie vorrangig in die Avenida Benito Juárez, um. Als Folge dieser Veränderungen erhielt die Straße bald darauf ihre noch heute geltende Bezeichnung.